# Elsa Jean
Elsa Jean (North Canton, Ohio; 1 de septiembre de 1996) es una actriz pornográfica estadounidense.

## Biografía
Elsa Jean, nombre artístico de Sapphire Howell, nació el 1 de septiembre de 1996 en la ciudad de North Canton, ubicada en el condado de Stark del estado estadounidense de Ohio. Se graduó en el instituto a los 16 años, llegando a visitar la Universidad George Mason para preparase para ingresar y formarse como asistente quirúrgico.
Decidió abandonar dichos planes e iniciar una carrera como estríper que acabó, en 2015, con su entrada en la industria pornográfica a los 19 años de edad.
Como actriz ha trabajado para estudios como 3rd Degree, Blacked, Vixen, Evil Angel, New Sensations, Deeper, Zero Tolerance, Sweetheart Video, Girlsway, Girlfriends Films, Mofos, Wicked, Devil's Film, Elegant Angel o Digital Playground, entre otros.
Su nombre artístico procede de la protagonista de la película de Disney Frozen.
En 2016 fue nominada en los Premios XBIZ como Mejor actriz revelación. Ese mismo año, en los Premios AVN fue nominada por los fanes a la Actriz revelación más caliente, siendo además elegida, junto a Jenna Sativa, como Trophy Girl.
En 2017 se alzó con el Premio XBIZ a la Mejor escena de sexo en película vignette, junto a Ryan Driller, por All Natural Saints.
En 2018 ganó el Premio AVN a la Mejor escena de sexo lésbico en grupo junto a Melissa Moore y Adria Rae por Best New Starlets 2017.
Se retiró de la producción activa en noviembre de 2021 para centrarse en la realización de contenido para plataformas como Onlyfans. Llegó a aparecer en más de 800 películas como actriz.
Algunas películas de su filmografía son Young Girl Auditions, Sex With My Younger Sister 2, Somebody's Daughter 6, 2 Cute 4 Porn 2, Clit Lickers Lesbian Amateurs, Cute Little Things, Mother Daughter Affair 3, Sisters Share Everything, Step Sibling Coercion, Stepdad Seduction, Violation Of Elsa Jean o Women Loving Girls.

## Premios y nominaciones
| Año  | Ceremonia    | Resultado | Premio                                        | Trabajo                      |
| ---- | ------------ | --------- | --------------------------------------------- | ---------------------------- |
| 2016 | Premios AVN  | Nominada  | Premio fan: Actriz revelación más caliente    | —                            |
| 2016 | Premios XBIZ | Nominada  | Mejor actriz revelación                       | —                            |
| 2017 | Premios AVN  | Nominada  | Mejor actriz revelación                       | —                            |
| 2017 | Premios AVN  | Nominada  | Mejor escena de sexo en grupo                 | Interracial Orgies           |
| 2017 | Premios AVN  | Nominada  | Premio fan: Estrella mediática                | —                            |
| 2017 | Premios XBIZ | Nominada  | Artista femenina del año                      | —                            |
| 2017 | Premios XBIZ | Nominada  | Mejor escena de sexo en película lésbica      | A Soft Touch 2               |
| 2017 | Premios XBIZ | Ganadora  | Mejor escena de sexo en película vignette     | All Natural Saints           |
| 2017 | Premios XRCO | Ganadora  | Mejor debutante                               | —                            |
| 2018 | Premios AVN  | Nominada  | Artista femenina del año                      | —                            |
| 2018 | Premios AVN  | Nominada  | Mejor actriz de reparto                       | Nerds                        |
| 2018 | Premios AVN  | Ganadora  | Mejor escena de sexo lésbico en grupo         | Best New Starlets 2017       |
| 2018 | Premios AVN  | Nominada  | Mejor escena de trío M-H-M                    | Make It 3                    |
| 2018 | Premios AVN  | Nominada  | Premio fan: Artista femenina favorita         | —                            |
| 2018 | Premios AVN  | Nominada  | Premio fan: Estrella mediática                | —                            |
| 2018 | Premios XRCO | Nominada  | Artista femenina del año                      | —                            |
| 2018 | Premios XRCO | Nominada  | Orgasmic Oralist                              | —                            |
| 2018 | Premios XBIZ | Nominada  | Artista femenina del año                      | —                            |
| 2018 | Premios XBIZ | Nominada  | Mejor escena de sexo en película de todo sexo | Who's Banging the Babysitter |
| 2018 | Premios XBIZ | Nominada  | Mejor escena de sexo en película vignette     | Sun-Lit                      |
| 2018 | Premios XBIZ | Nominada  | Mejor escena de sexo en película tabú         | Slutty Stepsisters           |
| 2018 | Premios XBIZ | Nominada  | Mejor escena de sexo en película lésbica      | Girls That Like Girls        |
| 2019 | Premios AVN  | Nominada  | Artista femenina del año                      | —                            |
| 2019 | Premios AVN  | Nominada  | Mejor actriz de reparto                       | Talk Derby to Me             |
| 2019 | Premios AVN  | Nominada  | Premio fan: Artista femenina favorita         | —                            |
| 2019 | Premios XBIZ | Nominada  | Artista femenina del año                      | —                            |
| 2019 | Premios XBIZ | Nominada  | Mejor actriz en película lésbica              | Becoming Elsa                |
| 2019 | Premios XBIZ | Nominada  | Mejor escena de sexo en película lésbica      | Beautiful Strangers          |
| 2019 | Premios XBIZ | Nominada  | Mejor escena de sexo en película lésbica      | Becoming Elsa                |
| 2020 | Premios AVN  | Nominada  | Mejor escena de sexo POV de sexo              | BBC POV                      |
| 2020 | Premios XBIZ | Nominada  | Mejor escena de sexo en película vignette     | Sex Obsessed                 |
| 2021 | Premios AVN  | Nominada  | Mejor escena de sexo anal                     | Influence Elsa Jean          |
| 2021 | Premios AVN  | Ganadora  | Mejor escena de sexo lésbico                  | Influence Elsa Jean          |
| 2021 | Premios AVN  | Nominada  | Mejor escena de trío M-H-M                    | My Sexy Roomate              |
| 2021 | Premios XBIZ | Nominada  | Artista femenina del año                      | —                            |
| 2022 | Premios AVN  | Nominada  | Mejor escena de sexo en película gonzo        | BlackedRaw 43                |
| 2022 | Premios AVN  | Nominada  | Mejor escena de sexo anal                     | V22                          |
| 2022 | Premios AVN  | Nominada  | Mejor escena de trío H-M-H                    | V40                          |